# Неу, Бобби
Роберт «Бобби» Неу (англ. Robert "Bobby" Neu; 28 июня 1917, Чикаго, штат Иллинойс, США — 7 февраля 1971, Чикаго, штат Иллинойс, США) — американский профессиональный баскетболист, завершивший карьеру.

## Ранние годы
Бобби Неу родился 28 июня 1917 года в городе Чикаго, (штат Иллинойс), учился там же в средней школе имени Святого Мэла, в которой играл за местную баскетбольную команду.

## Студенческая карьера
В 1939 году окончил Университет Де Поля, где в течение трёх лет играл за команду «Де Поль Блю Демонс», в которой провёл успешную карьеру. При Неу «Блю Демонс» ни разу не выигрывали ни регулярный чемпионат, ни турнир конференции Independent, а также ни разу не выходили в плей-офф студенческого чемпионата США. На протяжении всей своей студенческой карьеры Бобби Неу вместе со своим партнёром Стэном Сукалой были лидерами «Блю Демонс», после завершения которой были введены в спортивный зал славы университета Де Поля, но, будучи всегда в числе соискателей награды, они так ни разу и не включались во всеамериканскую сборную NCAA.

## Профессиональная карьера
Играл на позиции атакующего защитника и лёгкого форварда. В 1939 году Бобби Неу заключил соглашение с командой «Хэммонд Кайзер Олл-Американс», выступавшей в Национальной баскетбольной лиге (НБЛ). Позже выступал за команды «Питтсбург Рейдерс» (НБЛ), «Чикаго Американ Гиэрс» (НБЛ) и «Уилмингтон Бомберс» (АБЛ). Всего в НБЛ провёл 4 неполных сезона, а в АБЛ — всего две игры. Неу один раз включался во 2-ю сборную всех звёзд НБЛ (1941). Всего за карьеру в НБЛ Бобби сыграл 80 игр, в которых набрал 533 очка (в среднем 6,7 за игру). Помимо этого Неу в составе «Олл-Американс» и «Гиэрс» три раза участвовал во Всемирном профессиональном баскетбольном турнире, став его бронзовым призёром в 1946 году.

## Смерть
Во время Второй мировой войны ему пришлось на четыре года прервать свои спортивные выступления (1941—1945). Бобби Неу умер 7 февраля 1971 года на 54-м году жизни в городе Чикаго (штат Иллинойс).